# Diari de l'any de la pesta
El diari de l'any de la pesta, de Daniel Defoe és una novel·la publicada el 1722. Com el seu títol indica, narra en forma de diari, en estricte ordre cronològic, els esdeveniments succeïts arran de l'epidèmia de pesta que va assolar Londres, el 1665, i que va matar el 20% de la seva població. Defoe tenia només cinc anys quan va esclatar la pesta i, per tant, difícilment pot ser considerat autobiogràfic. El llibre va ser publicat sota les sigles H. F. i probablement es basava en els diaris de l'oncle de Defoe, Henry Foe.
El narrador, H.F., ens conta com la gent reacciona davant la infecció, tot assenyalant les diferències de reacció segons la classe social i el caràcter, així com els intents per aturar-la; alguns d'ells reals i d'altres infructuosos o directament fraudulents (com els de determinats metges que aprofiten la malaltia per lucrar-se venent falsos remeis). Les descripcions i la primera persona són claus per al realisme de la novel·la. L'autor fa servir un narrador en primera persona per tal de donar més versemblança; així doncs, aquest ens narra el que veu i el que li expliquen uns i altres. Amb detallisme i vivacitat. Hi ha també voluntat d'analitzar les diferents reaccions humanes en un període de crisi profunda com és una pesta.

## Edicions

### Edició en anglès
- A journal of the plague year: being observations or memorials, of the most remarkable occurrences, as well publick as private, which happened in London during the last great visitation in 1665. Written by a citizen who continued all the while in London. London: printed for E. Nutt; J. Roberts; A. Dodd; and J. Graves, 1722
- Daniel Defoe, A journal of the plague year...; edited by Louis Landa; with a new introduction by David Robert, Oxford; New York: Oxford university press, 1998, Coll. Oxford worldʼs classics, ISBN 01-92836-18-8, ISBN 978-01-99555-72-7 (Ristampa 2009)

### Edició en català
- Defoe, Daniel, Diari de l'any de la pesta, Marbot, Barcelona, 2018